# Zborovský hradný vrch
Zborovský hradný vrch je přírodní rezervace v katastrálním území obce Zborov v okrese Bardejov v Prešovském kraji na Slovensku. Území bylo vyhlášeno v roce 1950 a jeho rozloha je 25,51 hektaru. Předmětem ochrany je vegetace typických jedlobučin ve flyšové oblasti Nízkých Beskyd.